# Црква Вазнесења Господњег у Болечу
Црква Вазнесења Господњег у Болечу, насељеном месту на територији градске општине Гроцка припада Архиепископији београдско-карловачкој Српске православне цркве.
Земљиште и темеље цркве посвећене Вазнесењу Господњем освештао је 2004. године патријарх српски Павле, а црква је подигнута 2006. године.
Благословом патријарха српског Иринеја земни остаци Јанка Гагића, буљубаше народне војске и болечког кмета, пренесени су 15. фебруара 2014. године из Великог Луга у порту цркве.